# Smaragdina aurita

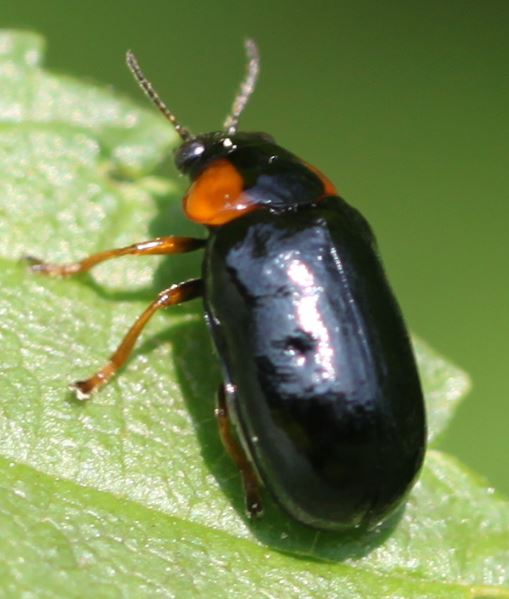

Smaragdina aurita ist ein Käfer aus der Familie der Blattkäfer und der Unterfamilie der Fallkäfer (Cryptocephalinae).

## Merkmale des Käfers
Der Käfer hat eine Körperlänge von 4,5–6 mm. Die Käfer besitzen eine schwarze Grundfarbe mit bläulichem Schimmer. Der Halsschild ist kaum punktiert. Er besitzt breite rotgelbe Seitenränder. Die Flügeldecken sind fein und flach punktiert. Die Beine sind gelb gefärbt. Die Fühler sind an der Basis gelb und werden zu den Spitzen hin dunkel.

## Verbreitung
Das Verbreitungsgebiet von Smaragdina aurita erstreckt sich über weite Teile Europas und dehnt sich über den Kaukasus (Georgien) bis in die östliche Paläarktis (Japan) aus. Im Norden reicht das Vorkommen in Europa bis nach Dänemark, Schweden und Finnland. Auf den Britischen Inseln fehlt die Art.

## Lebensweise
Die Käfer fliegen von April bis Juli. Man beobachtet sie an Birken (Betula), an Hasel (Corylus) und an Weißdorne (Crataegus).

## Taxonomie
In der Literatur finden sich folgende Synonyme:
- Chrysomela aurita Linnaeus, 1767 – ursprüngliche Namenskombination
- Gynandrophthalma aurita Linnaeus